# Wilhelm Ljunggren
Wilhelm Ljunggren, född 7 oktober 1905 i Kristiania, död 25 januari 1973 i Oslo, var en norsk matematiker, specialiserad på talteori..

## Biografi
Ljunggren föddes i Kristiania och avslutade sin gymnasieutbildning 1925. Han studerade vid Universitetet i Oslo och tog en cand.real.-examen 1931 under handledning av Thoralf Skolem. Han fick därefter anställning som gymnasielärare i matematik i Bergen efter Skolem, som 1930 flyttat till forskningsinstitutet Chr. Michelsen Institutt i Bergen. Ljunggren fortsatte med sin forskningsverksamhet i Bergen och avlade doktorsexamen vid Universitetet i Oslo 1937.
1938 flyttade han för att arbeta som lärare på Hegdehaugen i Oslo. 1943 blev han stipendiat vid Det Norske Videnskaps-Akademi, och han gick också med i Selskapet til Vitenskapenes Fremme i Bergen. 1948 utnämndes han till docent vid Universitetet i Oslo, men 1949 återvände han till Bergen som professor vid det nyligen grundade Universitetet i Bergen. 1956 flyttade han åter tillbaka till Universitetet i Oslo, där han tjänstgjorde till sin bortgång 1973.

### Forskning
Ljunggrens forskning var inriktad mot talteori, och i synnerhet diofantiska ekvationer. Han visade att ekvationen, som kommit att kallas Ljungrens ekvation (Stella octangula-tal),
X2 = 2Y4 − 1.
bara har två heltalslösningarna, som är (1,1) och (239,13). Hans bevis var komplicerat, och efter att Louis J. Mordell gissat att det fanns förutsättningar att förenkla det publicerades enklare bevis av flera andra forskare.
1943 ställde Ljunggren också frågan om heltalslösningarna till ekvationen
2n − 7 = X2
(eller motsvarande, att finna triangulära Mersennetal), oberoende av Srinivasa Ramanujan, som 1913 hade angivit som en förmodan att denna ekvation bara har heltalslösningar för n = 3, 4, 5, 7 and 15. Denna förmodan bevisades 1948 av Trygve Nagell och ekvationen kallas sedan dess Ramanujan–Nagell-ekvationen.
Ljunggrens publikationer finns samlade i en bok redigerad av Paulo Ribenboim.